# Placidochromis
Placidochromis és un gènere de peixos de la família dels cíclids i de l'ordre dels perciformes.

## Distribució geogràfica
És un endemisme del llac Malawi (Àfrica oriental).

## Taxonomia
- Placidochromis acuticeps (Hanssens, 2004)[3]
- Placidochromis acutirostris (Hanssens, 2004)[4]
- Placidochromis argyrogaster (Hanssens, 2004)[4]
- Placidochromis boops (Hanssens, 2004)[4]
- Placidochromis borealis (Hanssens, 2004)[4]
- Placidochromis chilolae (Hanssens, 2004)[4]
- Placidochromis communis (Hanssens, 2004)[4]
- Placidochromis domirae (Hanssens, 2004)[4]
- Placidochromis ecclesi (Hanssens, 2004)[4]
- Placidochromis electra (Burgess, 1979)
- Placidochromis elongatus (Hanssens, 2004)[4]
- Placidochromis fuscus (Hanssens, 2004)[4]
- Placidochromis hennydaviesae (Burgess i Axelrod, 1973)
- Placidochromis intermedius (Hanssens, 2004)[4]
- Placidochromis johnstoni (Günther, 1894)
- Placidochromis koningsi (Hanssens, 2004)[4]
- Placidochromis lineatus (Hanssens, 2004)[4]
- Placidochromis longimanus (Trewavas, 1935)
- Placidochromis longirostris (Hanssens, 2004)[4]
- Placidochromis longus (Hanssens, 2004)[4]
- Placidochromis lukomae (Hanssens, 2004)[4]
- Placidochromis macroceps (Hanssens, 2004)[4]
- Placidochromis macrognathus (Hanssens, 2004)[4]
- Placidochromis mbunoides (Hanssens, 2004)[4]
- Placidochromis milomo (Oliver, 1989)
- Placidochromis minor (Hanssens, 2004)[4]
- Placidochromis minutus (Hanssens, 2004)[4]
- Placidochromis msakae (Hanssens, 2004)[4]
- Placidochromis nigribarbis (Hanssens, 2004)[4]
- Placidochromis nkhatae (Hanssens, 2004)[4]
- Placidochromis nkhotakotae (Hanssens, 2004)[4]
- Placidochromis obscurus (Hanssens, 2004)[4]
- Placidochromis ordinarius (Hanssens, 2004)[4]
- Placidochromis orthognathus (Hanssens, 2004)[4]
- Placidochromis pallidus (Hanssens, 2004)[4]
- Placidochromis phenochilus (Trewavas, 1935)
- Placidochromis platyrhynchos (Hanssens, 2004)[4]
- Placidochromis polli (Burgess i Axelrod, 1973)
- Placidochromis rotundifrons (Hanssens, 2004)[4]
- Placidochromis stonemani (Burgess & Axelrod, 1973)
- Placidochromis subocularis (Günther, 1894)
- Placidochromis trewavasae (Hanssens, 2004)[4]
- Placidochromis turneri (Hanssens, 2004)[4][4]
- Placidochromis vulgaris (Hanssens, 2004)[5][6][7][8][9][10]